# Rust never sleeps
Rust never sleeps is een album van Neil Young & Crazy Horse. Het werd op 2 juli 1979 uitgebracht door Reprise Records. Het grootste deel van het album was live opgenomen bij een concert in San Francisco, maar het is niet officieel als livealbum uitgebracht. Hoewel het geluid van het publiek zo veel mogelijk gewist is, is het op sommige momenten duidelijk hoorbaar. 
Het album bestaat voor de ene helft uit akoestische muziek en voor de andere helft uit elektronische muziek. Twee nummers werden in de studio opgenomen: Sail away werd zonder Crazy Horse opgenomen tijdens de sessies voor Comes a time, en Pocahontas werd door Young solo opgenomen.
Het begint met het akoestische My my, hey, hey (Out of the blue) en eindigt met het stevige elektronische Hey, hey, my, my (Into the black). De beide nummers zijn grotendeels gelijk aan elkaar. Als coschrijver van My my, hey, hey (out of the blue) wordt Jeff Blackburn genoemd. Neil Young heeft in 1979 korte tijd in diens band gespeeld. 
Het album werd in 1979 door Rolling Stone verkozen tot album van het jaar. Het staat op de 350ste positie in Rolling Stones lijst van 500 Greatest Albums of All Time.
Rust never sleeps behaalde #8 in de Billboard 200 in de Verenigde Staten, en #18 in de Britse album charts. Het stond vijf weken genoteerd in een van de voorlopers van de Nederlandse Album Top 100, met #37 als hoogste plek.

## Tracklist
Alle muziek en teksten zijn geschreven door Neil Young, tenzij anders aangegeven. 
| Nr. | Titel                                                   | Duur |
| --- | ------------------------------------------------------- | ---- |
| 1.  | My my, hey hey (Out of the blue) (Young/Jeff Blackburn) | 3:45 |
| 2.  | Thrasher                                                | 5:38 |
| 3.  | Ride my llama                                           | 2:29 |
| 4.  | Pocahontas                                              | 3:22 |
| 5.  | Sail Away                                               | 3:46 |

| Nr. | Titel                           | Duur |
| --- | ------------------------------- | ---- |
| 6.  | Powderfinger                    | 5:30 |
| 7.  | Welfare mothers                 | 3:48 |
| 8.  | Sedan delivery                  | 4:40 |
| 9.  | Hey hey, my my (Into the black) | 5:18 |

## Bezetting
- Neil Young - gitaar, mondharmonica, zang

### Crazy Horse
- Frank "Pancho" Sampedro - gitaar, zang
- Billy Talbot - bas, zang
- Ralph Molina - drums, zang

### Bezetting opSail Away
- Nicolette Larson - zang
- Karl T. Himmel - drums
- Joe Osborn - basgitaar